# Yamna Lobos
Pour les articles homonymes, voir Lobos (homonymie) et Astorga (homonymie).
Yamna Carolina Lobos Astorga (née le 26 février 1983 à Santiago du Chili, au Chili) est une danseuse chilienne populaire, connue pour sa participation au programme télévisé Rojo Fama Contrafama (es).

## Filmographie

### Télévision
- 2000 : Venga Conmigo : Danseuse
- 2001 : Mekano  : Danseuse
- 2002-2007 : Rojo Fama Contrafama : Participante/Danseuse
- 2004-2005 : Noche de Juegos : Mannequin
- 2008 : Gente como tú : Danseuse
- 2008-2010  : Yingo : Jury/Danseuse
- 2009 : Fiebre de Baile 2 : Participante/Danseuse
- 2010-2011  : Danz : Animatrice
- 2010-2012  : Soundtrax : Animatrice
- 2012 : Todo suena : Animatrice
- 2012 : Mundos opuestos : Participante  16e. éliminée
- 2012-2013 : Secreto a voces : Panéliste/Opinologue
- 2013 : Mujeres primero : Elle-même (Invitée)
- 2013 : Baila! Al ritmo de un sueño : Participant (2e place)
- 2014 : SQP : Elle-même (Invitée)
- 2014 : Primer plano : Elle-même (Invitée)
- 2014 : Buenos días a todos : Elle-même (Invitée)
- 2014 : Mujeres primero : Elle-même (Invitée)